# Hrvatska kovnica novca
La Hrvatska kovnica novca (HKN), in precedenza Hrvatski novčarski zavod, è la zecca di stato della Croazia.

## Storia
La zecca croata fu fondata dall'Agencija za komercijalnu djelatnost e dalla Banca nazionale croata il 23 aprile 1993 con il nome Hrvatski novčarski zavod ed entrò in funzione il 14 gennaio 1994. Verso la fine del 2021 la zecca ha assunto la nuova denominazione Hrvatska kovnica novca ed è controllata totalmente dalla Banca nazionale croata. A partire dal 18 luglio 2022 la zecca croata ha iniziato la coniazione delle monete euro croate nell'officina governativa di Sveta Nedelja.

## Attività
Le principali attività della zecca croata sono:
- medaglistica
- monetazione
- produzione di targhe commemorative
- produzione di targhe per veicoli stradali
- servizio di custodia di prodotti in metalli preziosi